# Lloc 512
El Lloc 512 (Site 512, en anglès) és el nom d'una instal·lació de radar del Departament de Defensa dels Estats Units a Har Qeren, situat a la part superior del desert del Nèguev d'Israel, per tal de proporcionar una alerta primerenca de míssils balístics contra els llançaments de l'Iran o els seus grups intermediaris contra Israel i altres aliats nord-americans a l'Orient Mitjà.

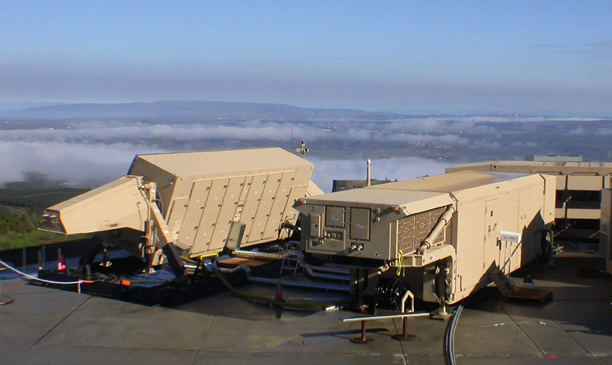
Vista des del darrere d'un radar TPY-2 desplegat

El lloc inclou un radar transportable de vigilància AN/TPY-2. Operat inicialment per aproximadament 100 soldats,  aquest nombre ha augmentat significativament des de la construcció inicial del lloc, amb un pressupost de 35,8 milions de dòlars, augmentant la capacitat de la base a 1000.
Es tracta d'una de les instal·lacions operades sota els auspicis de l'Agència de Defensa de Míssils estatunidenca, destinada a protegir contra possibles llançaments de míssils fets per actors regionals més petits com l'Iran i Corea del Nord. La base opera al costat d'altres llocs de radar AN/TPY-2 similars al Japó, així com un altre lloc clandestí anomenat Site K prop de Malatya, Turquia.
Tot i que la base es troba a poc més de 30 km al sud de Gaza, el 7 d'octubre de 2024, quan Hamàs va llançar centenars de míssils cap a Israel, aquesta estació de radars no va detectar-ne cap, perquè estava enfocada a l'Iran, que es troba a uns 1.200 km al nord-est.